# 1991 NU3
1991 NU3 är en asteroid i huvudbältet som upptäcktes den 6 juli 1991 av den belgiske astronomen Henri Debehogne vid La Silla-observatoriet.
Asteroiden har en diameter på ungefär 5 kilometer.